# Macaronis dans le désert
Pour plus de détails, voir Fiche technique et Distribution.
Macaronis dans le désert (Pastasciutta nel deserto) est une comédie militaire italienne réalisée par Carlo Ludovico Bragaglia et sortie en 1961.

## Synopsis
En Afrique du Nord vers 1943, un soldat italien déployé dans le fief de Girasole parvient à obtenir la permission tant attendue qui lui permettra de rentrer, ne serait-ce que pour quelques jours, en Italie. Mais soudain éclate une bataille décisive qui surprend le soldat alors qu'il se trouve encore sur le sol africain. 
A bord d'un camion, d'un commandement à l'autre, il cherche désespérément un officier pour valider son congé. Mais lorsqu'il y parvient, grâce à l'aide d'un ami, il est fait prisonnier par les Britanniques. 

## Fiche technique
- Titre français : Macaronis dans le désert[1]
- Titre italien : Pastasciutta nel deserto[2]
- Réalisateur : Carlo Ludovico Bragaglia
- Scénario : Sandro Continenza, Giuseppe Berto, Giorgio Arlorio
- Photographie : Tino Santoni (it)
- Montage : Roberto Cinquini (it)
- Musique : Carlo Rustichelli
- Décors : Giorgio Veccia
- Costumes : Luciana Marinucci
- Production : Roberto Dandi, Gianni Buffardi
- Société de production : Cinematografica RI.RE., Gianni Buffardi Produzione
- Pays de production : Italie
- Langues originales : italien
- Format : Noir et blanc - Son mono - 35 mm
- Durée : 92 minutes
- Genre : Comédie militaire
- Dates de sortie :
  - Italie : 1961 (visa délivré le 20 novembre 1961[2])
  - France : 18 mai 1966[1]

## Distribution
- Venantino Venantini :	Malapaga
- Franco Volpi : le gradé de la milice volontaire pour la sécurité nationale (M.V.S.N.)
- Riccardo Billi : le comédien
- Giovanna Ralli : Angela
- Michele Abruzzo : le major
- Germano Longo : un soldat
- Angela Luce : Jolanda
- Evar Maran : un soldat
- Rina Mascetti : la chanteuse
- Riccardo Olivieri : Calabresino